# Formalisme EOB

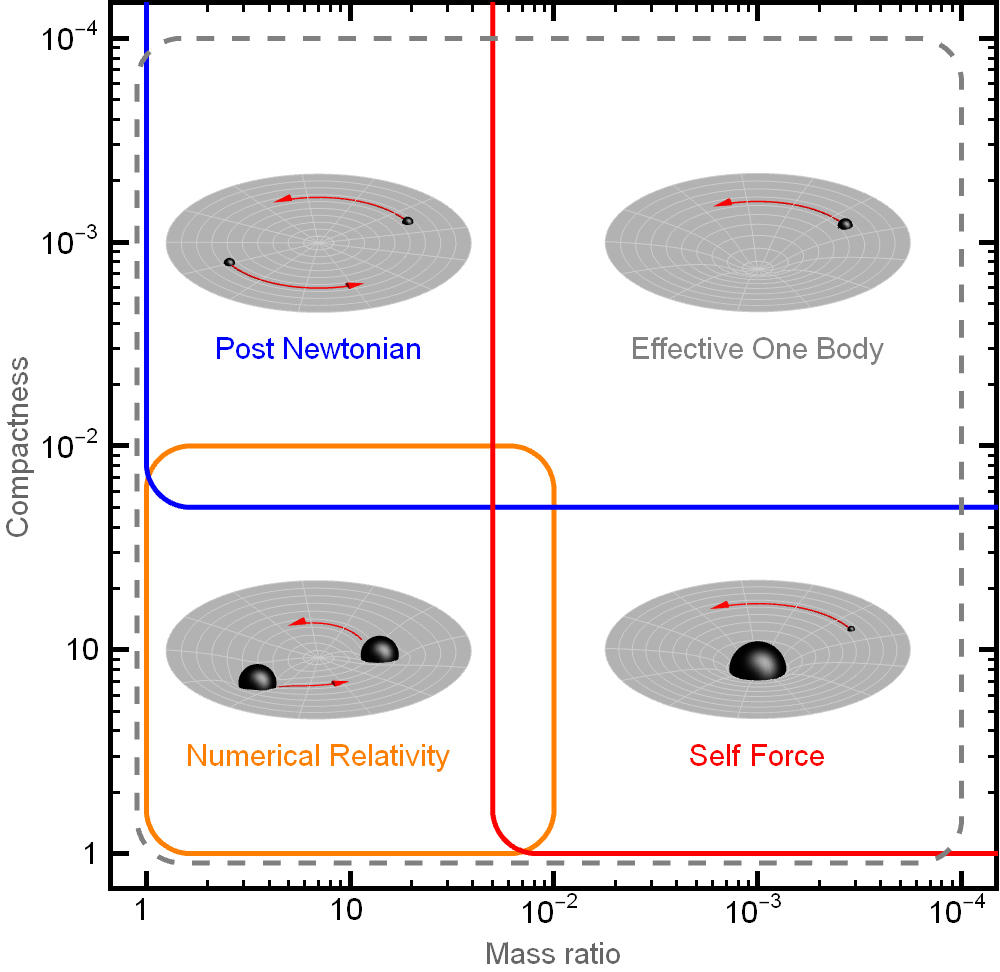
Exemple de formalisme EOB sous la forme de diagramme de l'espace des paramètres de binaires compacts avec une illustrations des régions de validité des schémas d'approximation employés.

L'approche effective  à un corps ou formalisme EOB est une approche analytique du problème à deux corps en relativité générale.
Elle a été introduite par Alessandra Buonanno et Thibault Damour en 1999.
Elle tente de décrire toutes les phases de la dynamique des deux corps, dans une seule méthode analytique.
La théorie permet d'effectuer des calculs, même en dehors des cas limites tels l'approximation post-newtonnienne lors de la phase initiale d'enroulement, quand les objets sont distants, ou la théorie de perturbation des trous noirs quand la masse des deux objets est très différente. Par ailleurs, elle permet d'obtenir des résultats plus rapidement qu'avec la relativité numérique (en). Le formalisme EOB procède à une resommation des informations provenant d'autres méthodes. Elle le fait en reliant le problème général des deux corps à celui d'une particule-test dans une métrique.
La méthode a été utilisée lors de l'analyse des données des détecteurs d'onde gravitationnelles tels LIGO et Virgo.